# ハローグッバイ (新山詩織のアルバム)
『ハローグッバイ』は、2015年6月17日にBeingから発売された新山詩織の2枚目のスタジオ・アルバム。

## 概要
約1年3か月ぶりのスタジオ・アルバム。初回限定盤のみ、DVD付きで、3曲目以降は「guitar girls recommend powered by M-ON!@Zepp DiverCity」で披露されたものを収録。

## 批評
CDジャーナルは「10代最後の“何か”を手放し、それと出会っていく世界観ということで、前作よりも外向きのパワーにあふれている。静かに力強く」と評した。

## 収録曲
全作詞：新山詩織
CD
1. Winding Road
作曲：加藤裕介　編曲：笹路正徳
2. sunny day
作曲：堀向彦輝　編曲：笹路正徳
3. 絶対
作曲：新山詩織　編曲：笹路正徳
5thシングル。
4. Dear friend
作曲：鈴木まなか・7th avenue　編曲：笹路正徳
5. 好きなのに
作曲：松隈ケンタ[2]　編曲：笹路正徳
6. 気まぐれ
作曲：新山詩織　編曲：笹路正徳
7. きらきら
作曲・編曲：新山詩織
短編映画「寄り添う」挿入歌[3]
8. 分かってるよ (Band ver.)
作曲：新山詩織　編曲：笹路正徳
5thシングルのカップリング曲。
9. しおりのR & R
作曲・編曲：笹路正徳[3]
10. ありがとう
作詞：新山詩織　作曲・編曲：山下洋介
6thシングル。
11. フィルム
作曲：山口篤　編曲：笹路正徳
12. Hello
作曲：藤本貴則　編曲：笹路正徳

DVD
- ミュージックビデオ+メイキング
  - 絶対
  - ありがとう
- guitar girls recommend powered by M-ON!@Zepp DiverCity
  - 絶対
  - 深夜高速
    - 原曲はフラワーカンパニーズ。

  - Looking to the sky

## レコーディング参加
- 新山詩織 - ボーカル、ギター
  - 笹路正徳 - キーボード、ピアノ、ギター
  - 土方隆行 - ギター
  - 美久月千晴 - ベース
  - 河村智康 - ドラム